# Municipio de Penn (condado de St. Joseph)
El municipio de Penn (en inglés: Penn Township) es un municipio ubicado en el condado de St. Joseph en el estado estadounidense de Indiana. En el año 2010 tenía una población de 66198 habitantes y una densidad poblacional de 401,22 personas por km².

## Geografía
El municipio de Penn se encuentra ubicado en las coordenadas 41°38′50″N 86°7′0″O / 41.64722, -86.11667. Según la Oficina del Censo de los Estados Unidos, el municipio tiene una superficie total de 164.99 km², de la cual 162.44 km² corresponden a tierra firme y (1.54%) 2.55 km² es agua.

## Demografía
Según el censo de 2010, había 66198 personas residiendo en el municipio de Penn. La densidad de población era de 401,22 hab./km². De los 66198 habitantes, el municipio de Penn estaba compuesto por el 90.11% blancos, el 4.73% eran afroamericanos, el 0.38% eran amerindios, el 1.29% eran asiáticos, el 0.13% eran isleños del Pacífico, el 1.04% eran de otras razas y el 2.32% pertenecían a dos o más razas. Del total de la población el 3.33% eran hispanos o latinos de cualquier raza.